# عقده خواهر

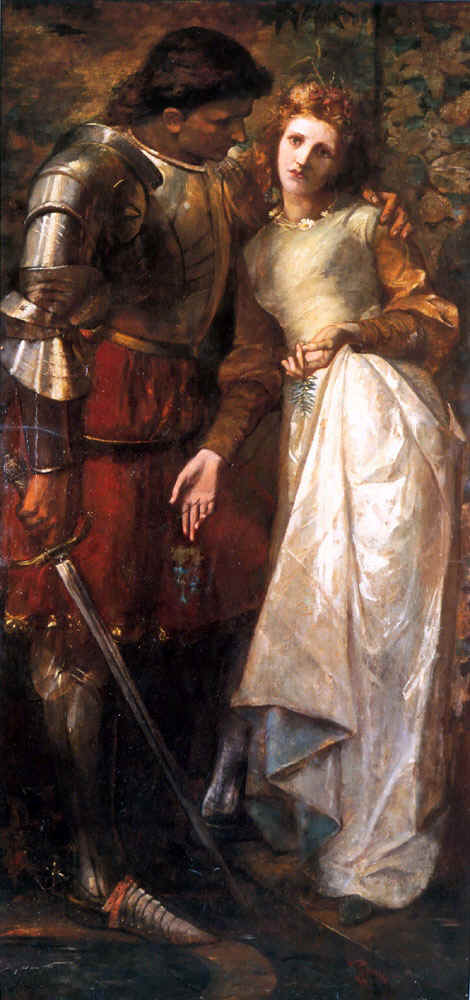
لائرتس و خواهرش اوفلیا

عقده خواهر (به انگلیسی: Sister complex) به حالت وابستگی و وسواس شدید به خواهر می‌گویند که معمولاً به اختصار سیس‌کون (به انگلیسی: siscon) نامیده می‌شود، این اصطلاح برای برادران و خواهرانی که دلبستگی و وسواس شدیدی به خواهر خود دارند نیز کاربرد دارد.
همچنین از عقده خواهر نیز به عنوان اصطلاح موئه نیز استفاده می‌شود.

## تاریخچه
در سال ۱۹۱۷، یوشیهیده کوبو در کتاب خود به نام روانکاوی (Psychoanalysis) اظهار داشت که اوفلیا و لائرتس یک رابطه «عقده خواهر و برادر» داشتند. کوبو در کتاب دیگر به نام آنالیز روانکاری (Psychological Analysis) در سال ۱۹۳۲، رابطه بین پدر و دختر که بر اساس غریزه جنسی باشد را «عقده پدر و دختر» و رابطه جنسی بین مادر و پسر را «عقده مادر و پسر» نامید.
در رمان کویوتا هیرویوکی ایتسوکی که از ۱۲ اکتبر ۱۹۶۷ تا ۱۱ مه ۱۹۶۸ منتشر می‌شد از کلمه «عقده خواهر» استفاده شده‌است.